# Гранью
Гранью (порт. Granho)  —  район (фрегезия) в Португалии,  входит в округ Сантарен. Является составной частью муниципалитета  Салватерра-де-Магуш. По старому административному делению входил в провинцию Рибатежу. Входит в экономико-статистический  субрегион Лезирия-ду-Тежу, который входит в Алентежу. Население составляет 864 человека на 2001 год. Занимает площадь 28,16 км².

## История
Район основан в 1998 году